# キシナウの戦い
キシナウの戦い（キシナウのたたかい）は、1917年12月から1918年1月にかけてボリシェヴィキによって実行されたベッサラビアにおける権力の掌握を目的として行われたクーデターにおけるキシナウ市内での戦闘の事である。1918年1月26日（O.S. 1918年1月13日）から始まった本格的なルーマニアの軍事介入による3日間の戦闘を経て同月29日（O.S. 16日）に鎮圧された。

## 背景
1917年にペトログラードで起きた2月革命の影響によりロシア帝国の力が弱まったことにより、ベッサラビア県は1917年10月にベッサラビア自治州となる事を発表した。その後、徐々にロシア帝国から政治的に独立していき、1917年12月15日(O.S.1917年12月2日)にベッサラビアはモルダヴィア民主共和国として独立を宣言し、12月中に人民委員会はモルドバの自治と国家評議会を承認した。独立と共に設立した軍人評議会と労働者評議会ではメンシェビキの勢力が多くを占めており、ボリシェビキの勢力は小さな物であったが、1917年以前から革命運動を推し進め農民や労働者層からの支持を集めていたため、両評議会内でも急速に勢力を増した。地方では農民が自発的に土地の分割を求め地主に対して反乱を起こすようになり、1917年後半には社会主義が親ルーマニア姿勢の体制側よりも民衆の人気を集めるようになった。
1917年12月11日から13日（O.S. 1917年11月29日から12月1日）にかけて、キシナウ市議会の建物でルーマニア戦線での活動を担当するボリシェビキによる会議が開催された。その後、以前はルーマニア戦線で活動していた軍事革命委員会がキシナウに到着し、ヤコフ・ミレシンが委員長となった。1917年12月24日（O.S. 1917年12月11日）にボリシェビキはベッサラビアにおける権力の掌握を目的とした新しい軍事革命委員会を市内に設置し、12月末までにはモルドバ議会を批判するビラを市内に配布し、1917年12月31日（O.S. 1917年12月18日）にレーニンはウクライナ中央議会とモルダヴィア国家評議会を非難した。
1917年8月に新たに設立された中央モルドバ軍執行委員会はコホートと呼ばれたモルドバ人部隊を10部隊（1部隊あたり40人）用意し、国内での治安維持をしていたが、ベッサラビア内に残っていたボリシェビキ化したロシア帝国軍の脅威に対抗するには余りにも小規模であり、コホートの一部は既にボリシェビキ化していた。そのため1917年12月21日（O.S. 1217年12月8日）にモルダヴィア政府はルーマニアに軍事支援を要請したが断られた。しかし、徐々にボリシェビキによる革命の恐れが高まり、権力を失う危機に瀕したモルダヴィア政府は1917年12月28日（O.S. 1917年12月15日）にルーマニア側にモルダヴィア内の状況を伝え、1918年1月4日（O.S. 1917年12月22日）にルーマニアに電報を通じてキエフにいるトランシルバニア志願兵の部隊をキシナウに派遣するように要請した。この時、ルーマニアとモスクワ政府の関係が悪化していたため、モルダヴィアの要請の二日後にルーマニアはモルダヴィアに対して約1,000人のトランシルバニア志願兵をキシナウに派遣することを伝えた。

## トランシルバニア志願兵

### ルーマニア軍の計画
1918年1月2日(O.S. 1917年12月20日)、ルーマニア軍のイオン・アントネスク中佐はベッサラビアにおける作戦を提案した。この作戦の主な目的は、ベッサラビアにおけるルーマニア戦線への補給路を確保することであり、そのためにプルト川-ドニエストル川間(モルダビア領土)のボリシェビキを排除し、オデッサ-ヤシ間の線路を確保する必要があった。
この作戦ではボルシェビキ部隊との戦闘が起こる事がぼほ確実であったため、アントネスクは騎兵連隊を追加し強化した師団をベンダー-ヤシ間の鉄道路線に派遣し、ボリシェビキの部隊を排除する計画を立てた。
この作戦の内容は、大きく２つに分けられる。

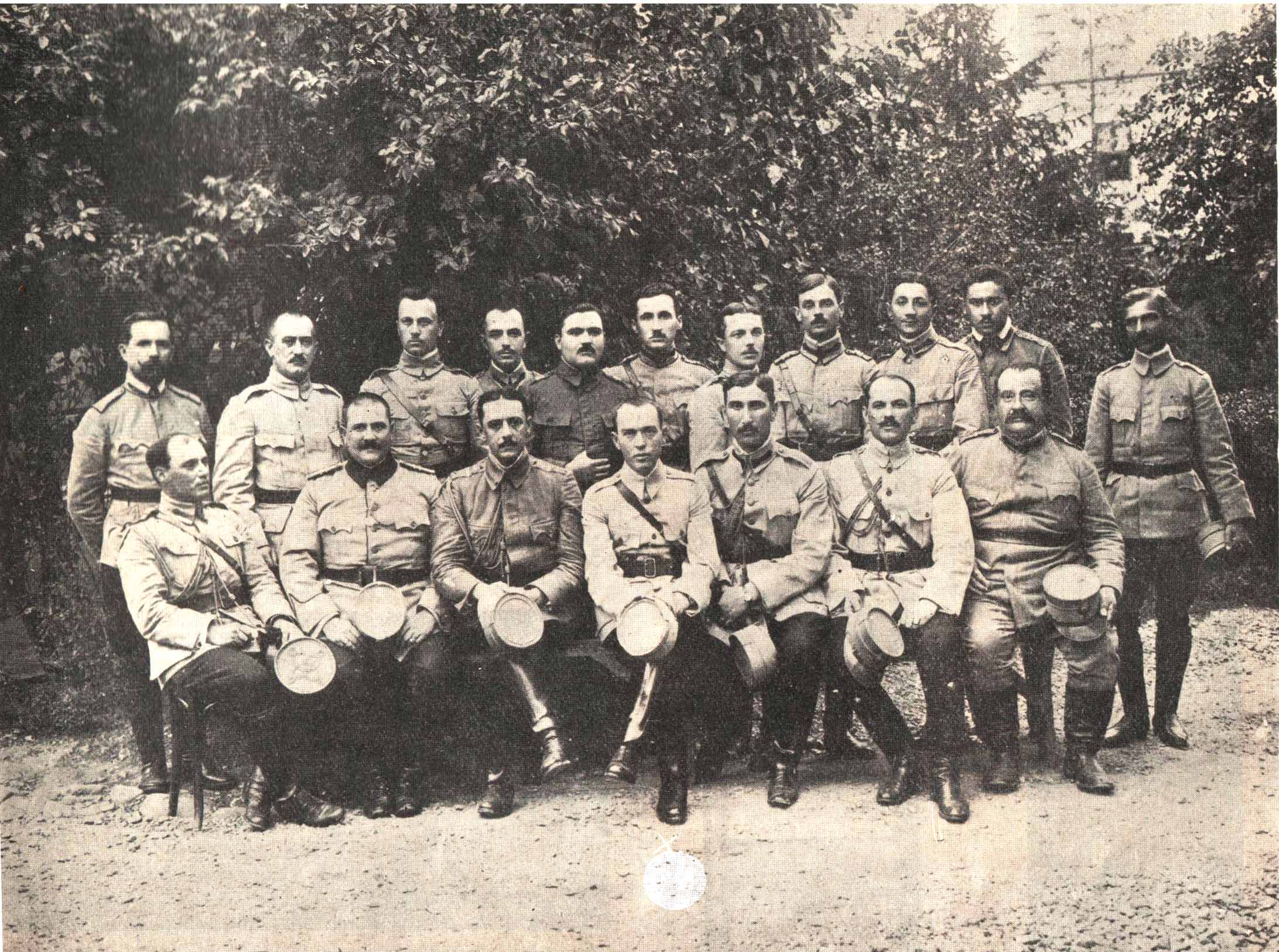
ルーマニア大総司令部作戦部の将校、下列中央がイオン・アントネスク中佐（1918年)

・一つ目はウンゲニ-ベンダー間の線路を確保し、その後キシナウを確保することであった。この際にドニエストル川に架かる鉄道橋が爆破される恐れがあったため、橋を迅速に確保する必要があった。
・2つ目は師団規模の部隊がプルト川を横断し、キシナウ周辺の地域を制圧する事であった。
キシナウ占領は、トランシルバニア志願兵大隊2個と国境警備隊1個の任務であり、キエフから派遣されたトランシルバニア志願兵大隊1個からなる部隊とヤシから派遣されたトランシルバニア志願兵大隊2個、国境警備隊２個からなる部隊がそれぞれベンダーとウンゲニを制圧した後、ベンダーからはトランシルバニア志願兵大隊1個、ウンゲニからはトランシルバニア志願兵大隊と国境警備隊がそれぞれ一個キシナウへ突入する予定だった。ウンゲニの制圧と同時にキシナウからきたトランシルバニア志願兵大隊1個がソコラからキシナウ駅へ列車で突入し現地の協力者と共にキシナウのボリシェビキを武装解除する予定であり、ウンゲニを制圧した部隊がキシナウに到着したのちルーマニア側へ撤退する予定であった。

### 現場の様子
12月に入ると徐々にベッサラビア内の鉄道がボリシェビキによって支配されロシア-ルーマニア間の物資の輸送に支障を来すようになったが、モルダヴィア軍は機能不全に陥っていたため、ルーマニア戦線の副司令官であるロシア軍所属のドミトリー・シチェルバチョフは第7騎兵師団と第61歩兵師団の一部にベッサラビアへ向かい鉄道を確保するよう命令した。しかし、当時のルーマニア戦線におけるロシア軍は前述の軍事革命委員会等のボリシェビキ勢力による影響により崩壊しかかっており、シチェルバチョフの命令を聞かなかったため鉄道の確保には失敗していた。
1918年1月13日(O.S. 1917年12月31日)、ボリシェヴィキ部隊はキシナウ駅や郵便局等を占領しベッサラビアの権力を握ったと発表した。

### キシナウでの戦闘
キエフから派遣されたトランシルバニア志願兵大隊(850~1000人)が略奪を行わない事を条件にルーマニア軍はウクライナ人民共和国軍が戦闘に介入しないことをウクライナ自治政府と合意した。しかし、キシナウまでの経路上の安全確保は行われなかった。そのため、1月19日(O.S. 1月6日)午前1時までにキシナウ駅に到着する予定のところを同日午前2時にベンダーに到着した。キシナウ駅に到着したのは同日午前5時40分ごろであった。
ボリシェヴィキ化したロシア帝国軍第60砲兵中隊、第5騎兵連隊、レッドガード(en:Red Guards (Russia))中隊は、モルダヴィア軍第1歩兵連隊、騎兵連隊と共に大砲、機関銃を設置し、短時間のうちに防衛拠点を構築した。同日午前6時に両者が接触した。モルダヴィア共和国大統領のイオン・インクレシュと首相のパンテリモン・エルハンはボリシェビキ軍に加わったモルダヴィア軍に兵舎に戻るよう説得したが失敗した。この時トランシルバニア志願兵は銃弾を一人当たり5発程度しか持っておらず、予備弾薬は貨物車内に置かれていたため、ボリシェビキ部隊と戦闘をし、キシナウを制圧する事は現実的ではなかった。その為、トランシルバニア志願兵部隊全体の司令官であるポペスク大佐は、平和的解決を望むことを示すために部隊を銃無しで列車から駅構内に降ろし、代表団を送って鉄道の使用に関する交渉を始めた。この時、部隊の隊長であるヴェスキャン大尉は部隊が包囲されている事を報告し、交渉を諦めてすぐさま駅を占領するよう提案したがポペスク大佐はその提案を拒否した。その後ボリシェビキ軍が降伏を要求したが、トランシルバニア志願兵部隊は降伏を拒否し、士官のアンドレイ・ギヒニツァ(階級不明)が交渉員としてトランシルバニア志願兵部隊から送り出された。ギヒニツァがロシア帝国軍将校と交渉している間にボリシェビキ軍の一部がトランシルバニア部隊を攻撃し、戦闘が始まった。
数人のトランシルバニア志願兵が死傷したとわかると、ギヒニツァは自らの部隊へと戻った。トランシルバニア志願兵は列車の中に置いていた武器を回収し、貨物車の後に避難して抵抗を始めた。しかし、短時間の交戦の後にトランシルバニア部隊は弾薬を使い果たし、降伏した。トランシルバニア部隊の死者は13人であり、ポペスク大佐も含まれていた。また、ボリシェビキ軍側にも死傷者が出た。
トランシルバニア志願兵は武装解除され拘束された。。武装解除された兵士はモルダヴィア軍兵舎に運ばれ、負傷者は近くの病院に運ばれた。降伏後に5~6人が現地で死亡した。負傷者が手当てを受けた後、兵士はキエフに輸送された。:371:64–65:32 

### 支援部隊
ヤシから派遣された支援部隊は出来るだけボリシェビキ軍との戦闘を避け、少ない損耗でキシナウへ到達することだった。1918年1月18日(O.S. 1918年1月5日)、キシナウへ国境警備隊大隊2個、トランシルバニア人志願兵大隊2個からなる支援部隊の本隊がヤシを出発し、この部隊の支援部隊としてトランシルバニア志願兵大隊1個が1918年1月17日(.O.S 1918年1月4日)にレオヴァを経由してキシナウを目指した。本隊の後方には装甲列車隊が控えていた。部隊の指揮は総司令部が直接取り、シチェルバチョフの代役としてロシア帝国軍将校のカンツァーロフ(階級不明)が支援部隊に同行して指示を出した。本隊の指揮官はN. ディミトリウ中佐が務めた。
本隊と列車隊は3つの部隊に分けられ作戦を遂行した。
・部隊 l :第1国境警備連隊第3大隊、第19歩兵連隊第1トランシルバニア志願兵大隊。カンツァーロフと指揮官はこの部隊に同行した。
・部隊 ll :第1国境警備連隊第1大隊、第27歩兵連隊第1トランシルバニア志願兵大隊。
・部隊 lll :列車大隊4個(一部装甲列車を含む)。
部隊l(第1国境警備連隊第3大隊を除く)と部隊llは、1月19日(O.S. 1月6日)午前11時にギディギチに到達した。キシナウ側を前面として、右翼に第1国境警備隊第3大隊、中央に第27歩兵連隊第1トランシルバニア志願兵大隊、左翼に第19歩兵連隊第1トランシルバニア志願兵大隊が配置された。部隊は午前11時にギディギチ駅で列車から降りて戦闘準備をし、午後6時からキシナウに向かって移動を始め、ボルシェビキ軍との戦闘を開始した。ボリシェビキ軍には騎兵師団2個と複数の歩兵部隊と砲兵部隊で構成されていた。
20日午後8時に到着予定の列車大隊来がなかったため、状況の確認と列車大隊の支援のために将校と機関銃隊を載せた機関車を1台ウンゲニ方面へ送った。しかし、前線の4～5km後方の線路が破壊されており、近くにボリシェビキ軍のコサック兵がいたため機関車はそれ以上進むことができなかった。このことにより、ルーマニア軍はペトリカーニ駅付近で攻勢を停止した。さらに、午後10時になって部隊lllがヤシに到着出来なくなったことが、ヤシの司令部から車で来たナドル少佐によって伝えられた。これは、一度は支援部隊が占領したウンゲニをボリシェビキ軍が奪還したため、戦闘が起きたためであった。部隊は補給が不可能になったため、ルーマニア軍支援部隊の指揮官は撤退する事を決定し、ドゥルレシュティの森に向かった。1918年 1月 20日(O.S 1918年 1月7日)の夜、ボリシェビキ軍の騎兵師団はルーマニア軍の追撃を開始した。ルーマニア軍は1月20日の深夜にギディギチに到着して夜を越し、翌日の21日午前8時にトルシェニ、午前9時にスコレニ(4時間休憩)、午後6時にウルムと言うように撤退していった。ウルムではルーマニアに悪感情を抱く住民が多く、市街地から約6kmほど離れた森で休憩を取った。1月22日午前9時30分にシウクレニに到着し、午後1時にブジョールを出発してネムツェニに向かった。途中コルネシュティでボリシェビキ軍の攻撃を受けソコロフ大佐とロシア帝国軍第9軍の指揮官であるネクラーソフ将軍が戦死した。1月24日にコストゥレニへ移動を開始し、1月25日午後6時にヤシに辿り着いた。
レオバから出発したトランシルバニア志願兵大隊は翌日にバサラべスカに到着した。しかし、ロシア帝国軍の歩兵連隊と砲兵連隊がその町を占領していたため。突破を諦めて武装解除を受け入れ、交戦することなくボリシェビキ軍の捕虜となった。